# Evaldas Džiaugys
Evaldas Džiaugys, född, 26 september 1996 i Šiauliai, är en litauisk basketspelare.
Evaldas Džiaugys deltog vid olympiska sommarspelen 2024 och var en del av Litauens lag som tog brons efter att ha besegrat Lettland i bronsmatchen.